# Sáros vármegye

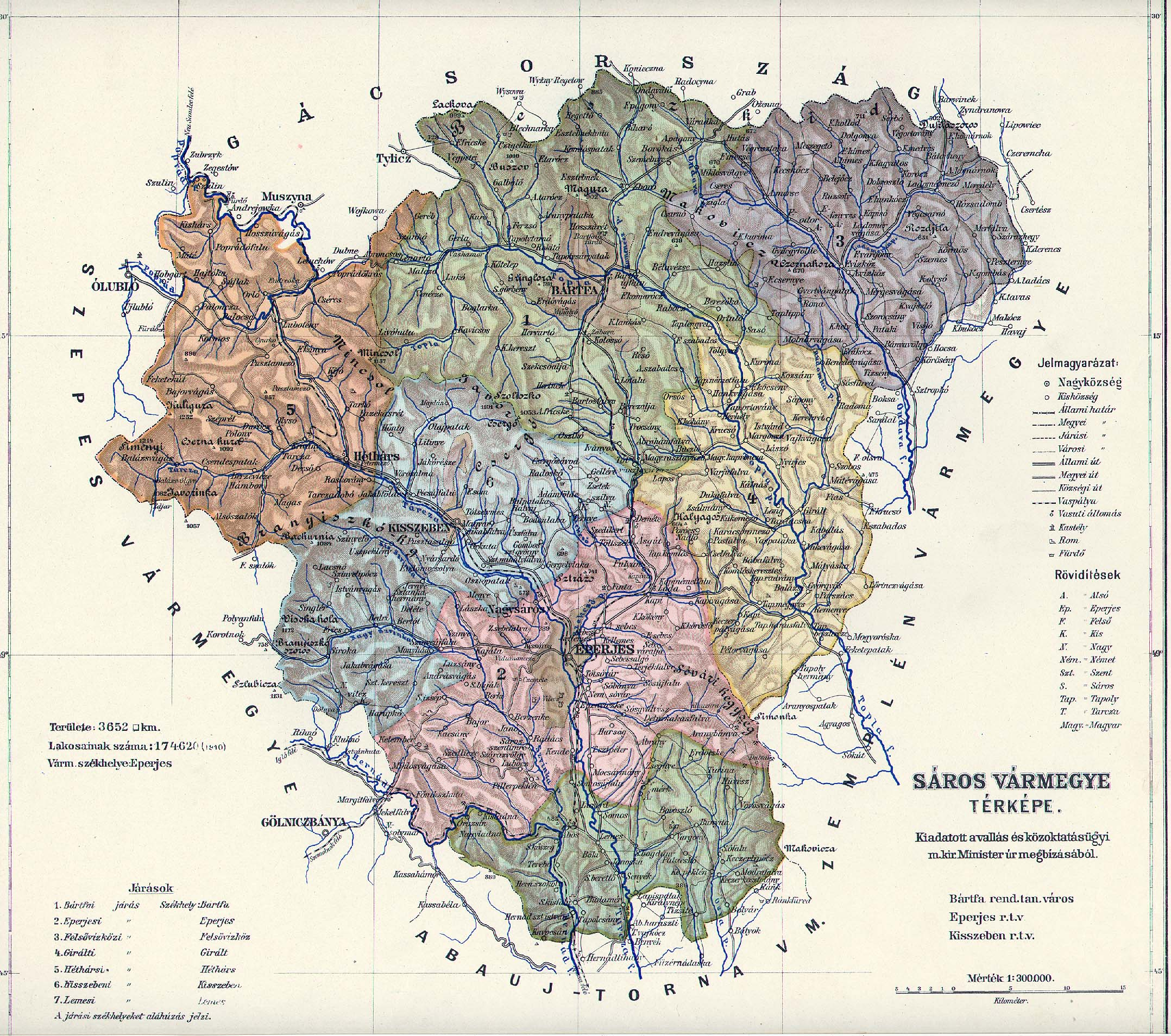
Sáros vármegye közigazgatási térképe 1910-ből

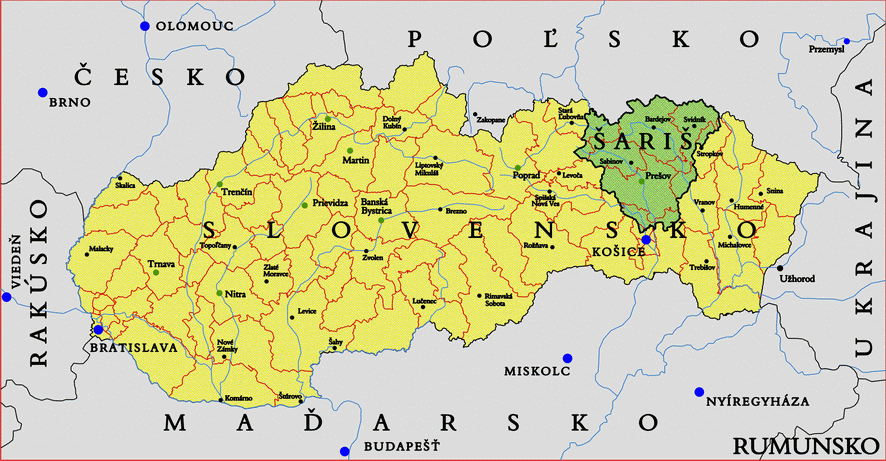
Az egykori Sáros vármegye fekvése Szlovákia mai területén belül

Sáros vármegye (latinul comitatus Sarossiensis, szlovákul Šarišská župa, régiesebben stolica) közigazgatási egység volt a Magyar Királyság északi részében. Területe jelenleg Szlovákia része.

## Földrajz
A vármegye területe nagyrészt hegység. Fontos folyóinak, a Hernádnak, a Tarcának a völgyében találhatóak csak szűk síkságok. Hegycsoportjai a Kárpátok északi hegycsoportjaihoz tartoznak. 
Északról Galícia, keletről Zemplén vármegye, délről Abaúj-Torna vármegye, nyugatról pedig Szepes vármegye határolta.

## Történelem
Sáros vármegye előzménye a 12. században létrejött sárosi erdőispánság volt, majd Újvár vármegye része lett. Sáros vármegye a 13. században alakult ki, mint önálló nemesi vármegye.
A 17-18. század fordulóján II. Rákóczi Ferenc volt a megye főispánja, akinek ez volt az első fontos köztisztsége, s a szabadságharc bukása után a Sáros grófja álnevet használta bujdosásának kezdetén.
1920-tól Csehszlovákia része. Az első bécsi döntéssel egyetlen települése, Kavocsán került Magyarország fennhatósága alá, a község 1945-ig Abaúj-Torna vármegye része lett. Sáros vármegye többi települése a második világháború alatt a történelemben akkor először független Szlovákia része volt.
1996 óta legnagyobb része az Eperjesi kerülethez, néhány déli községe pedig a Kassai kerülethez tartozik.

## Lakosság
A vármegye összlakossága 1910-ben 174 600 személy volt, ebből:
- 101 855 (60%) szlovák
- 38 500 (22%) ruszin
- 18 088 (10%) magyar
- 9447 (8%) német

## Közigazgatás
A vármegye 1910-ben hét járásra volt felosztva:
- Bártfai járás, székhelye Bártfa
- Eperjesi járás, székhelye Eperjes
- Felsővízközi járás, székhelye Felsővízköz
- Girálti járás, székhelye Girált
- Héthársi járás, székhelye Héthárs
- Kisszebeni járás, székhelye Kisszeben
- Lemesi járás, székhelye Lemes

A megyéhez három rendezett tanácsú város is tartozott:
- Bártfa
- Eperjes
- Kisszeben